# نوح الموسى
نوح الموسى (23 فبراير 1991) لاعب كرة قدم سعودي دولي يلعب لنادي الفتح في مركز الوسط.
بدأ نوح الموسى مسيرته مع نادي الفتح حيث تقدم في صفوف الشباب. ظهر لأول مرة مع الفريق الأول خلال موسم 2012-13 في المباراة ضد الرائد. فاز بالدوري مع الفتح خلال موسمه الأول كلاعب في الفريق الأول. أصبح الموسى لاعباً أساسياً لفريق الفاتح خلال موسم 2016-2017 حيث لعب 29 مباراة في جميع المسابقات. في عام 2018، كجزء من صفقة بين الاتحاد السعودي لكرة القدم والدوري الإسباني، انضم الموسى إلى نادي ريال بلد الوليد الإسباني على سبيل الإعارة لمدة ستة أشهر. في 27 أبريل 2018 وقع الموسى عقداً لمدة 4 سنوات مع الأهلي.

## مسيرته

### مسيرته الدولية
ظهر لأول مرة ضد لاتفيا في مباراة غير ودية في 7 نوفمبر 2017. بدأ رسميًا رحلته ضد منتخب البرتغال لكرة القدم في 10 نوفمبر 2017. تم استدعاؤه لكأس الخليج العربي 23 وبدأ جميع المباريات الثلاث باسم الصقور خرج من المنافسة في دور المجموعات. تم استدعاء الموسى لكأس آسيا 2019 وظهر في مباراة واحدة ، المباراة الأخيرة في مرحلة المجموعات ضد منتخب قطر.

### احترافه في إسبانيا
أعلنت هيئة الرياضة السعودية عن رحيل 9 لاعبين للتواجد في اسبانيا والانضمام لأندية مختلفة في الدوري الاسباني ودوري الدرجة الأولى من أجل اعدادهم لكأس العالم 2018 في روسيا . وكان الموسى أحد اللاعبين الذين تم اختيارهم لخوض هذه التجربة، حيث انضم لنادي بلد الوليد الأسباني في الدرجة الثانية.

### النادي الأهلي
انتقل إلى النادي الأهلي في صيف 2018 بعد عودته من إسبانيا.
نادي الفتح
تعاقد نادي الفتح مع اللاعب نوح الموسى بعقد احترافي يمتد لثلاث سنوات، وذلك بعد أن كان لاعبًا للأهلي لمدة 4 سنوات.

## إحصاءات لعبه

### الفريق
اعتبارًا من المباراة التي أقيمت في 23 سبتمبر 2019
| الفريق          | الموسم         | الدوري                       | الدوري | الدوري  | الكأس الوطني | الكأس الوطني | الكأس الدوري | الكأس الدوري | الكأس القاري | الكأس القاري | غير ذالك | غير ذالك | المجموع | المجموع |
| الفريق          | الموسم         | قسم                          | اللعب  | الأهداف | اللعب        | الأهداف      | اللعب        | الأهداف      | اللعب        | الأهداف      | اللعب    | الأهداف  | اللعب   | الأهداف |
| --------------- | -------------- | ---------------------------- | ------ | ------- | ------------ | ------------ | ------------ | ------------ | ------------ | ------------ | -------- | -------- | ------- | ------- |
| نادي الفتح      | 2012–13        | دوري المحترفين السعودي       | 2      | 0       | 0            | 0            | 0            | 0            | —            | —            | —        | —        | 2       | 0       |
| نادي الفتح      | 2013–14        | دوري المحترفين السعودي       | 0      | 0       | 1            | 0            | 0            | 0            | 0            | 0            | 0        | 0        | 1       | 0       |
| نادي الفتح      | 2014–15        | دوري المحترفين السعودي       | 7      | 0       | 1            | 0            | 1            | 0            | —            | —            | —        | —        | 9       | 0       |
| نادي الفتح      | 2015–16        | دوري المحترفين السعودي       | 2      | 0       | 1            | 0            | 1            | 0            | —            | —            | —        | —        | 4       | 0       |
| نادي الفتح      | 2016–17        | دوري المحترفين السعودي       | 21     | 3       | 1            | 0            | 1            | 0            | 6            | 0            | —        | —        | 29      | 3       |
| نادي الفتح      | 2017–18        | دوري المحترفين السعودي       | 12     | 0       | 1            | 0            | 1            | 0            | —            | —            | —        | —        | 14      | 0       |
| نادي الفتح      | المجموع        | المجموع                      | 44     | 3       | 5            | 0            | 4            | 0            | 6            | 0            | 0        | 0        | 59      | 3       |
| ريال بلد الوليد | 2017–18        | دوري الدرجة الثانية الإسباني | 0      | 0       | 0            | 0            | —            | —            | —            | —            | —        | —        | 0       | 0       |
| النادي الأهلي   | 2018–19        | دوري المحترفين السعودي       | 19     | 1       | 2            | 1            | —            | —            | 7            | 0            | 8        | 0        | 36      | 2       |
| النادي الأهلي   | 2019–20        | دوري المحترفين السعودي       | 3      | 0       | 0            | 0            | —            | —            | 0            | 0            | —        | —        | 3       | 0       |
| النادي الأهلي   | المجموع        | المجموع                      | 22     | 1       | 2            | 1            | 0            | 0            | 7            | 0            | 8        | 0        | 39      | 2       |
| المجموع الكامل  | المجموع الكامل | المجموع الكامل               | 66     | 4       | 7            | 1            | 4            | 0            | 13           | 0            | 8        | 0        | 98      | 5       |

1. ↑  المظهر في كأس العرب للأندية الأبطال 2018–19

### دولي
احصائيات دقيقة عن المباراة التي اقيمت في 17 يناير 2019. 
| السعودية | السعودية | السعودية |
| السنة    | اللعب    | الأهداف  |
| -------- | -------- | -------- |
| 2017     | 6        | 0        |
| 2019     | 1        | 0        |
| المجموع  | 7        | 0        |

## إنجازاته

### نادي الفتح
- كأس الدوري السعودي للمحترفين (2012-13).
- كأس السوبر (2013).

### ريال بلد الوليد
- دوري الدرجة الثانية الإسباني: 2017–18

## روابط خارجية
- نوح الموسى على موقع قاعدة بيانات كرة القدم.إي يو (الإنجليزية)
- نوح الموسى على موقع ناشيونال فوتبول تيمز (الإنجليزية)
- نوح الموسى على موقع Soccerway.com (الإنجليزية)